# Imbituba
Imbituba est une ville brésilienne du littoral sud de l'État de Santa Catarina.

## Généralités
Considérée comme la capitale brésilienne de la baleine franche, elle reçoit chaque année un nombre croissant de touristes. Ville à l'habitat dispersé, sa population se regroupe dans les districts de Mirim, Vila Nova, Itapirubá (à la frontière avec la ville de Laguna), et dans les quartiers de Ribanceira, Praia do Rosa et Ibiraquera, en plus du centre ville.

## Origine du nom
Le nom « Imbituba » vient du nom indien Embetuba ou Imbituba qui signifie « région avec de grandes quantités d'imbé », une espèce de plante grimpante, très résistante, utilisée dans la fabrication de cordes. Le préfixe imbé désigne donc la plante tandis que le suffixe tuba signifie « abondance ».

## Géographie
Imbituba se situe à une latitude de 28° 14′ 24″ sud et à une longitude de 48° 40′ 13″ ouest, pour une altitude de 30 mètres. Sa population est de 40 200 habitants au recensement de 2010. La municipalité s'étend sur 185 km2.
Elle fait partie de la microrégion de Tubarão, dans la mésorégion Sud de Santa Catarina.

## Histoire

### Peuplement
La région d'Imbituba est découverte en 1622 par des missionnaires appartenant au collège de Rio de Janeiro, les pères Antônio Araújo et Pedro da Mota.
Leur mission est d'évangéliser les indiens Carijós qui occupent le littoral de Santa Catarina. Ces missionnaires s'établissent dans le quartier actuel de Vila Nova jusqu'en 1624, ils se déplacent vers la région de Santo Antônio dos Anjos da Laguna, par ordre de leurs supérieurs.
L'incursion des pères Antônio et Pedro à Vila Nova n'est pas des plus heureuses, du fait de la résistance opposée par des aventuriers blancs qui ne voient pas d'un bon œil l'évangélisation de leurs esclaves. Les pères abandonnent leur mission au bout d'à peine 2 ans. Après le départ des religieux, Vila Nova retrouve sa condition de terre vierge.
En 1675, 53 ans après l'arrivée des missionnaires, quelques colons, avec leurs familles et quelques esclaves, s'établissent à Vila Nova en provenance de Laguna. Ils construisent quelques maisons, déboisent une petite superficie et plantent des céréales. La petite colonie ne se développe cependant pas suffisamment pour former un véritable centre urbain. Seule une demi-douzaine de familles s'y établit, éparpillées entre Vila Nova, Mirim et Imbituba proprement dite.
L'année 1715 marque le début du peuplement d'Imbituba, avec l'arrivée du capitaine Manoel Gonçalves de Aguiar qui, missionné par le gouverneur de Rio de Janeiro, réalise une tournée d'inspection des colonies du sud du Brésil. Les premiers colons qui peuplent la colonie, viennent de São Vicente.
De retour à Rio, Manoel Gonçalves de Aguiar, dans son rapport, évoque le développement de la colonie d'Imbituba et souligne le potentiel de la région quant à la pêche à la baleine.

### Colonisation açorienne
De 1715 à 1720, la colonisation d'Imbituba se développe très peu, seulement renforcée par les quelques familles, arrivées avec l'expédition du capitaine Manoel Gonçalves de Aguiar.
En 1720, une nouvelle expédition d'immigrants portugais arrive à Vila Nova, composée de couples en provenance des Açores et de Madère. Certains se lancent dans l'agriculture tandis que d'autres se consacrent à la pêche. Ils mettent également en œuvre la déforestation d'Imbituba, Vila Nova et Mirim. La majorité des Açoriens s'installent à Vila Nova. La majorité des historiens considèrent donc que Vila Nova fut fondée avant Imbituba. À l'époque, Imbituba et Mirim s’appellent d'ailleurs Vila Nova.
En 1747, les Açoriens érigent une chapelle à Vila Nova, y plaçant une image de sainte Anne qu'ils ont emportée dans leur expédition.
Avec une population croissante, le gouverneur de l'État, Manuel Escudeiro Ferreira de Souza, sollicite la capitainerie de São Paulo pour la venue de nouveaux colons açoriens dans cette colonie en développement. Cette suggestion est transmise au roi Jean V qui ordonne l'envoi de nouveaux immigrants depuis les Açores et Madère.

### Synthèse historique
- Imbituba est fondée en 1715 par des Açoriens.
- Un centre de pêche à la baleine est fondé en 1796 et fermé en 1829.
- Le premier ponton du port d'Imbituba est construit en 1870.
- Henrique Lage arrive dans la ville en 1912.
- La ville d'Imbituba est élevée au rang de município à part entière en 1923, avec effet au 1er janvier 1924. Cependant, en 1930, Imbituba voit son autonomie supprimée par le gouverneur provisoire du sud de l'État.
- En 1949, l'assemblée législative de l'État change le nom de la ville en « Henrique Lage », pour revenir au nom d'Imbituba en 1959.
- En 1958, la ville redevient município.

## Administration
La municipalité est constituée de trois districts :
- Imbituba (siège du pouvoir municipal)
- Mirim
- Vila Nova

## Villes voisines
Imbituba est voisine des municipalités (município suivantes :
- Garopaba
- Paulo Lopes
- Imaruí
- Laguna